# Az Év Üzletembere díj
Az Év Üzletembere díjat az Ernst & Young alapította az Egyesült Államokban 1986-ban. Magyarországon 2003-ban vezették be, jelenleg több mint 50 000 résztvevővel hat kontinens 40 országában van jelen. A díj célja, hogy elősegítse az üzleti, gazdasági és társadalmi szempontból kivételes teljesítmények felismerését, és hozzájáruljon azoknak a figyelem középpontjába állításához.
Minden évben egy fődíjat osztanak ki, amelynek győztese képviseli Magyarországot az Ernst & Young „World Entrepreneur Of The Year” eseményén, Monte Carlóban. Továbbá a Független Bíráló Bizottság három különdíjat, „A jövő ígérete”, „A merész újító” és „A példakép”, ítél oda.

## Az év üzletembere
- 2017 – Váradi József, Wizz Air vezérigazgató[1]
- 2014 – Wáberer György, Waberer's International Zrt. elnök-vezérigazgató[2]
- 2013 – Vinnai Balázs, IND Group alapítój és ügyvezető[3]
- 2012 – Sándor József, Fémalk Zrt. ügyvezető[4]
- 2011 – Soós Csaba, E-Star Alternatív Energiaszolgáltató Nyrt. elnök[5]
- 2010 –
- 2009 – Bodrogai Ferenc, Forest Papír Kft. tulajdonos[6]
- 2008 – Gerendai Károly, Sziget Kft. ügyvezető igazgató
- 2007 – Jaksity György, Concorde Értékpapír Zrt. ügyvezető igazgató
- 2006 – Bojár Gábor, Graphisoft SE Európai Rt. elnök
- 2005 – Demján Sándor, TriGránit Fejlesztési Rt. alapító-elnök
- 2004 – Dr. Kürti Sándor, Kürt Zrt. elnök
- 2003 – Dr. Csányi Sándor, OTP Bank Nyrt. elnök-vezérigazgató

## A jövő ígérete
- 2014 – Györkő Zoltán, Balabit IT Kft. társalapító
- 2013 – Fazekas Gábor, Mikropakk Kft. ügyvezető igazgató
- 2012 – Mészáros Gábor Chocome Kft tulajdonos
- 2011 –  Bolyki János, Bolyki Szőlőbirtok és Pincészet tulajdonos
- 2010 –
- 2009 – Perger Péter, NetPincér.hu alapító, ügyvezető
- 2008 – Sándor Szandra, Nanushka designer márka tervező-ügyvezetője
- 2007 – Tibor Dávid, Masterplast Group Zrt. vezérigazgató
- 2006 – Kovács Zoltán, Kirowski Zrt. vezérigazgató
- 2005 – Dr. Vinnai Balázs, IND Kft. ügyvezető igazgató
- 2004 – Semperger Kinga, Árindex Forrásközvetítő és Beruházási Tanácsadó Kft. szakmai igazgató
- 2003 – Málnay B. Levente, Z+ Műsorszolgáltató Rt. vezérigazgató

## A merész újító
- 2014 – Rózsa Balázs, Femtonics Kft. tulajdonos
- 2013 – Árvai Péter, Prezi.com Kft. társalapító és ügyvezető
- 2012 – Cserpes István, a Cserpes Sajtműhely ügyvezető
- 2011 – Matusz Balázs, Matusz-Vad Zrt. elnök-vezérigazgató
- 2010 –
- 2009 – Matheidesz Réka, WAMP (Wasárnapi Művész Piac) alapító, ügyvezető
- 2008 – Losonczi Áron, LiTraCon (fényáteresztő beton) feltalálója
- 2007 – Várkonyi Balázs, Extreme Digital ügyvezető
- 2006 – Váradi József, WIZZ Air Hungary Kft. vezérigazgató
- 2005 – Wáberer György, Waberer’s Holding Zrt. elnök-vezérigazgató
- 2004 – Lakatos István, Műszertechnika Holding Rt. vezérigazgató
- 2003 – Dr. Szentkuti László, Epcos Elektronikai Alkatrész Kft. ügyvezető igazgató

## A példakép
- 2014 – Zettwitz Sándor, 77 Elektronika Kft. ügyvezető
- 2013 – Majoros Béla József, Csaba Metál Öntödei Zrt. vezérigazgató
- 2012 – Lakics László, Lakics Gépgyártó Kft. ügyvezető
- 2011 – Zwack Péter, Zwack Unicum Nyrt. igazgatóságának tiszteletbeli elnöke
- 2010 –
- 2009 – Tóth József Péter, Lipóti Pékség tulajdonos
- 2008 – Esztergályos Jenő, Apáczai Kiadó Kft. ügyvezető igazgató
- 2007 – Magyar József(wd), Hungerit Zrt. vezérigazgató
- 2006 – ifj. Dr. Béres József, Béres Gyógyszergyár Zrt. elnök
- 2005 – Bogsch Erik, Richter Gedeon Nyrt. vezérigazgató
- 2004 – Temesvári Kornél, Friesland Hungária Zrt. elnök-vezérigazgató
- 2003 – Dr. Beck György, a Hewlett-Packard Magyarország Kft. vezérigazgatója